# Idaea brunnearia
Idaea brunnearia är en fjärilsart som beskrevs av Fabricius 1794. Idaea brunnearia ingår i släktet Idaea och familjen mätare. Inga underarter finns listade i Catalogue of Life.